# Referendo sobre a adesão da Croácia à União Europeia em 2012

Mapa dos resultados (o "sim" venceu em todos os condados

Um referendo sobre a adesão da Croácia à União Europeia foi realizado em 22 de janeiro de 2012. A Croácia terminou as negociações sobre a sua adesão em 30 de junho de 2011 e assinou o Tratado de Adesão em 9 de dezembro de 2011, estando em vias de se tornar o 28.º estado-membro da União Europeia. A Constituição da Croácia exigia a realização de um referendo sobre a adesão do país à União Europeia. Em 23 de dezembro de 2011 o Parlamento da Croácia tomou uma decisão preliminar sobre a adesão e decidiu realizar o referendo em 22 de janeiro de 2012. Este foi o primeiro referendo na Croácia desde o referendo sobre a independência da Croácia em 1991.
O "sim" venceu, e teve 1 293 370 votos, o "não" 647 096, num total de 1 940 466 votos válidos. Houve ainda 11 653 votos nulos ou brancos. O total de votos válidos e não válidos foi 1 952 119, o que para o universo eleitoral de 4 504 686 eleitores representou uma percentagem de participação de 43,67%.